# نيقمادو الثاني

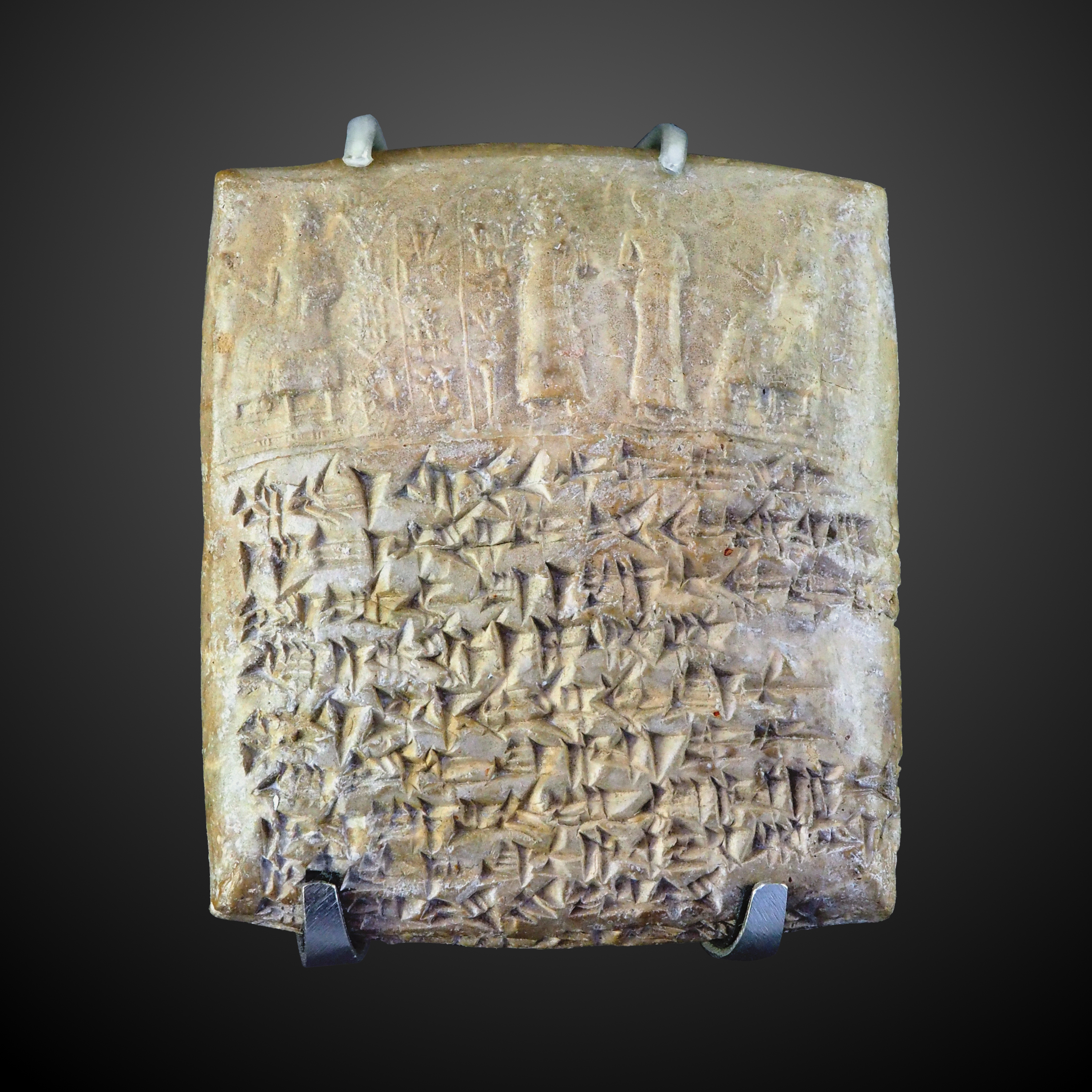
نص القانون باللغة الأكادية للملك نيقمادو، القرن الرابع عشر قبل الميلاد، مع ختم الأسرة الحاكمة. رأس شمرا (أوغاريت القديمة). متحف اللوفر.

 نيقمادو الثاني ( بالأكدية Níqmâdâd، "ثأر هدد " ) هو الحاكم الثاني وملك أوغاريت، وهي مدينة سورية قديمة تقع في شمال غرب سوريا، وحكم ج. 1350-1315 قبل الميلاد (أو ربما حوالي 1380-1346 قبل الميلاد) وخلف والده الأقل شهرة أميتامرو الأول. أخذ اسمه من الحاكم الأموري الأقدم نيقمادو، والذي يعني أن " هدو قد تبرأ" لتقوية الأصول المفترضة لسلالته الأوغاريتية بأنها أمورية.
على الرغم من أن التاريخ الدقيق لاعتلاء عرش أوغاريت غير معروف، إلا أنه قد يكون معاصرًا لكل من أخناتون وتوت عنخ آمون والحاكم الحيثي سابيليوليوما الأول، وكان تابعًا لهذا الأخير. كان لديه علاقات جيدة مع مصر، وتنازل للأموريين في نزاع على منطقة سيانو في وقت مبكر من عهده. أمر بدورة البعل عن الإله هدو / بعل، وأنجب ابنه نقمبا.
في EA 49 (EA = العمارنة)، طلب نيقمادو الثاني على ما يبدو طبيبًا مصريًا ومرافقي القصر من "كوش"، المبعوث المصري إلى أوغاريت.
تم التعرف عليه في سوريا على مزهرية من المرمر مع امرأة ترتدي زي البلاط المصري، ومع ذلك، فإن اسم المرأة في المزهرية، إذا تم ذكره، لم يتم حفظ  وهو مذكور في دورة البعل الملك نقمد. وخلفه لفترة وجيزة أرخلبا.